# Frank Gray (ricercatore)
Frank Gray (Alpine, 13 settembre 1887 – St. Petersburg, 23 maggio 1969) è stato un fisico e ricercatore statunitense, noto per aver creato l'omonimo codice nel 1953.